# (9956) Castellaz
(9956) Castellaz est un astéroïde de la ceinture principale.

## Description
(9956) Castellaz est un astéroïde de la ceinture principale. Il fut découvert le 5 octobre 1991 à Tautenburg par Lutz Dieter Schmadel et Freimut Börngen. Il présente une orbite caractérisée par un demi-grand axe de 2,21 UA, une excentricité de 0,14 et une inclinaison de 5,8° par rapport à l'écliptique.

## Compléments